# Сравнение Израиля с нацистской Германией
Сравнение между Израилем и нацистской Германией крайне распространено в антисионистской и палестинской риторике и пропаганде. Это явление также называется «инверсией Холокоста».
Израиль обвиняют в том, что он якобы ведет себя по отношению к палестинцам так же, как Германия вела себя по отношению к евреям во время Второй мировой войны.
Согласно рабочему определению антисемитизма Международного альянса в память о Холокосте, а также Американскому еврейскому комитету, сравнение современной политики Израиля с нацистской является формой антисемитизма. Также считается одной из форм косвенного отрицания Холокоста.

## Контекст
В Государстве Израиль действует специальный закон, который закрывает путь в Кнесет тем движениям и организациям, которые исповедуют и пропагандируют какие-либо расистские взгляды. Так, в 1988 году в соответствии с этим законом движению Ках, возглавляемому раввином Меиром Кахане, было отказано в регистрации в качестве избирательного списка на выборах в Кнесет.
В Израиле расизм встречает неприятие широкой общественностью, причинами чего являются как опыт еврейского народа, пострадавшего от политики расизма, так и сложный антропологический состав самого еврейского народа, который принадлежит к различным антропологическим типам; принадлежность к евреям не зависит от антропологических характеристик. Известны только единичные случаи, которые можно рассматривать в качестве проявления расизма и которые вызывают в Израиле всеобщее осуждение. Так, в 1991 году такая реакция была вызвана отказом владелицы частного детского сада в Бат-Яме принять ребёнка из Эфиопии.

## История

### СССР
В СССР в эпоху «застоя» сионизм был отождествлён с еврейством, объявлен «новым фашизмом» и расизмом. С 1963—1964 годов советский дискурс пускает в ход двойное отождествление: «сионизм=расизм» и «сионизм=фашизм/нацизм», что использовалось в качестве дополнительных аргументов для продвижения позиции, согласно которой сионизм является преступлением.
Отождествление сионизма с фашизмом выразилось в формулах наподобие «фашизм под голубой звездой» и «сионизм — это современный фашизм». В рамках неосталинизма эти идеи позволяли реанимировать «гуманистический» образ СССР в качестве лидера новой антифашистской коалиции. Несмотря на то, что советский дискурс никогда не пытался объяснить сам нацизм особенностями немцев как народа (по мнению Сталина, «Гитлеры приходят и уходят, а народ немецкий остаётся»), однако корни «сионизма-фашизма» изыскивались в самой природе еврейства, в «полной преступлений» еврейской истории и его «порочной» религии. Советский «антифашизм» 1970-х годов создавался в качестве цельной расистской доктрины культурно-исторического толка.
История сравнения Израиля с нацистской Германией (а равно сионизма с нацизмом или фашизмом) началась в 1960-е годы. Во время Шестидневной войны 9 июня 1967 года Николай Федоренко, постоянный представитель СССР в ООН, выступая в Совете Безопасности ООН, сравнил военные действия Израиля с действиями нацистской Германии при Гитлере.
Переломом в государственной антисионистской идеологии стал выход в 1969 году книги «Осторожно: сионизм!» Юрия Иванова, который в то время курировал в ЦК КПСС Коммунистическую партию Израиля. Суммарный тираж книги на разных языках достиг 550 тысяч экземпляров, в том числе 42 тысячи на арабском. Под видом «антисионизма» и под лозунгом «борьбы с современным фашизмом» в государственную идеологию вводились заимствованная из пропаганды Геббельса антисемитская расистская концепция. В модифицированном виде она составила интегральную часть неосталинистского варианта русско-коммунистического мессианства. Один из участников советского «антисионистского кружка» Евгений Евсеев написал книгу «Фашизм под голубой звездой», изданную в 1971 году в Москве. В 1970-х годах публицистом Львом Корнеевым было написано большое число статей, «разоблачавших» «сионизм», изображая его в качестве оккультного предприятия для получения власти над миром через такие средства, как шпионаж, продажа оружия, организованный террор, организованная преступность, грабёж, систематическое сотрудничество с «реакционными силами», начиная с нацизма и итальянского фашизма и заканчивая американским империалистическим капитализмом. В статье июля 1978 года Корнеев стремится к «разоблачению» «международного сионизма» через сведение его к преступному предприятию, которое вошло в соглашение с нацизмом на базе их идеологической близости, общего «расизма».
Другой идеей стало «сотрудничество сионистов с нацистами», и, более того, «пособничество» сионистов в уничтожении шести миллионов своих соплеменников. Этот тезис был впервые выдвинут Юрием Ивановым в 1969 году. Развитием этой идеи «открытие» советских антисионистов, что никаких 6 миллионов уничтоженных евреев не было. Лев Корнеев утверждал, что число убитых нацистами евреев, завышено «в 2-3 раза по крайней мере». По его словам, цифра в 6 миллионов названа еще в 1937 году Хаимом Вейцманом и «принята впоследствии за исходную», а «превращение в пыль сотен тысяч евреев-несионистов было заранее запланировано сионистским руководством». Представления, относящиеся к ревизии Холокоста, советские антисионисты почерпнули из западных, в основном неонацистских источников, которые появились по большей части после процесса Эйхмана в 1961 году. Однако идеи об участии сионистов в планировании и осуществлении Холокоста были оригинальными советскими и имели сходство с обвинениями «врагов народа» в 1937 году.
После Шестидневной войны репертуар советской карикатуры дополнило сопоставление маген-Давида со свастикой, еврея, представляющего Израиль, — с Гитлером, и др.

### Россия
Сталинское и неосталинское обличение «космополитизма» и «сионистского фашизма» сохранялось в советской политико-культурной среде и в 1980-е годы. Это сопоставление образовало идеологическое наследие, воспринятое русскими националистами и православными традиционалистами, включая сторонников возвращения монархии.
13 октября 2023 года, через шесть дней после вторжения ХАМАС в Израиль, ставшего крупнейшим массовым убийством евреев со времён Холокоста и крупнейшим в истории актом палестинского терроризма, президент России Владимир Путин сравнил введённую Израилем и Египтом блокаду сектора Газа с блокадой Ленинграда во время Второй мировой войны нацистами и их союзниками.

### Арабские страны
Советские отождествления сионизма с расизмом, фашизмом и нацизмом сыграли значительную роль в идейном оснащении арабского терроризма и исламизма.
Советские идеи об участии сионистов в планировании и осуществлении Холокоста сразу получили широкое распространение в арабской антиизраильской пропаганде. Книга Льва Корнеева была хорошо оценена рядом иностранных представительств в СССР, включая временного поверенного в делах Организации освобождения Палестины в СССР. Представитель ООП выразил мнение, что издание этой книги является примером «реальной помощи советского народа справедливому делу арабского народа Палестины.». В год выхода книги Корнеева в Институте востоковедения АН СССР Абу Мазен, будущий главой правительства, а затем и президент Палестинской автономии, защитил диссертацию, посвященную сотрудничеству сионистов с нацистами. Позднее он опубликовал новый труд — «Тайные связи сионизма и нацизма во время Второй мировой войны».

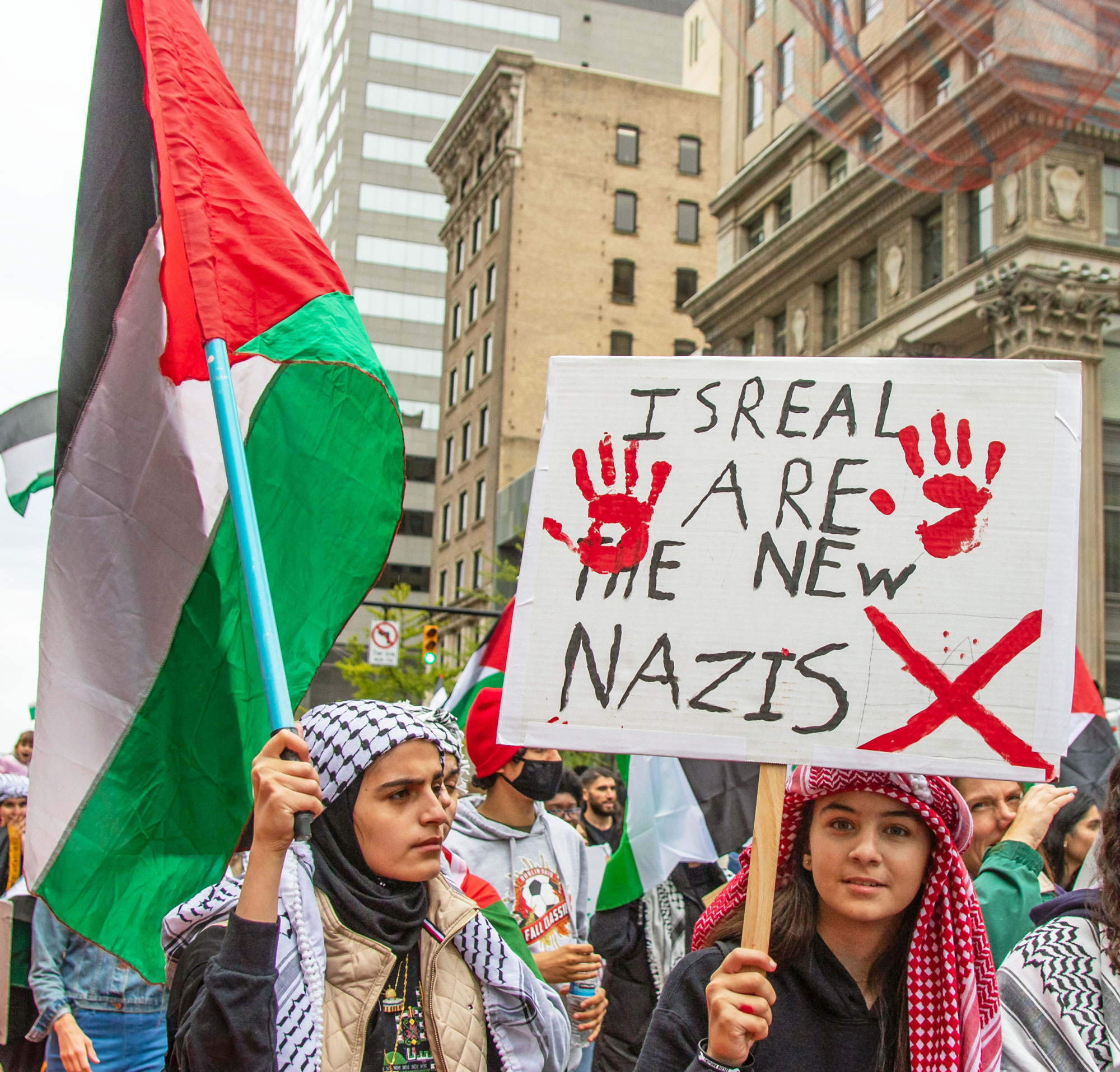
Демонстранты в Колумбусе, штат Огайо во время войны в Газе: «Isreal are the new Nazis»

В 2000 году палестинский профессор Иссам Сиссалем, заведующий кафедрой истории Исламского университета Газы и отрицатель Холокоста, постоянный ведущий образовательных программ на телевидении Палестинской автономии, заявил: «Чей героизм? Какой Холокост? Это наша нация героическая, Холокост был направлен против нашего народа… Мы были жертвами. Мы не останемся жертвами навсегда!».
В 2002 году, когда израильские военные наносили цветными фломастерами номера на руки задержанных подозреваемых в терроризме, палестинский лидер Ясир Арафат заявил: «Они наносят на руки палестинцев татуировки с номерами. Разве это не то же самое, что делали нацисты с самими евреями? Разве это не нацизм?». Израильская армия указала на искажение фактов и осудила подобное сравнение, но в итоге отказалась от этой практики.
В 2015 году высокопоставленный член палестинской партии ФАТХ Джибриль Раджуб призвал международное сообщество показать Израилю «красную карточку», заявив, что «каждый палестинец является целью для этих неонацистов», а также сравнил израильского премьер-министра Биньямина Нетаньяху с Адольфом Гитлером.
В 2016 году палестинский посол в ООН Рияд Мансур сравнил действия израильских сил безопасности в Иудее и Самарии с подавлением нацистами восстания в Варшавском гетто.
В 2022 году президент частично признанного Государства Палестина Махмуд Аббас заявил, что Израиль совершил «пятьдесят холокостов», что вызвало критику не только со стороны Израиля, но и со стороны западных лидеров.

### Турция
В статье, опубликованной в турецкой газете Milliyet вскоре после вторжения ХАМАС в Израиль 7 октября 2023 года и начала войны в Газе, заявляется, что современный Израиль проводит политику, которой следовала нацистская Германия. Турецкий президент Реджеп Тайип Эрдоган вскоре также сравнил израильского премьер-министра Биньямина Нетаньяху с Гитлером и заявил о своей «твёрдой» поддержке ХАМАС.

### Бразилия
В феврале 2024 года за сравнение военной операции Израиля в Газе с Холокостом бразильский президент Лула да Сильва был объявлен в Израиле персоной нон грата, однако отказался приносить извинения.

### «Новые левые»
Советские отождествления сионизма с расизмом, фашизмом и нацизмом повлияли на леволиберальные идеологии и новый антисемитизм. Отождествление сионизма с нацизмом используется некоторыми европейскими кругами для преодоления от ответственности за Катастрофу.
Американский мыслитель Ноам Хомский, принадлежащий к «новым левым», неоднократно сравнивал Израиль с нацистской Германией, заявляя об «иудео-нацистских» тенденциях у израильтян и называя сектор Газа «концлагерем».

## Мифы о связи сионистов с нацистами
В антисемитской среде встречаются не имеющие фактических доказательств утверждения, что нацистское руководство, включая Гитлера, были евреями; утверждается, что нацисты планировали уничтожить только евреев, не поддерживавших сионизм; через «еврейство» главных нацистов объясняются их планы по уничтожению славян.

### На русском
- Дымерская-Цигельман Л. Советские корни современного антисемитизма // Форум новейшей восточноевропейской истории и культуры — Русское издание. — 2006. — № 2. — С. 1—68.
- Карикатура — статья из Электронной еврейской энциклопедии
- Миллер А. И. Устои «глобальной» мемориальной культуры под вопросом // Россия в глобальной политике. — 2024. — Т. 22, № 3. — С. 68—81.
- Митрохин Н. А. «Антисионисты» и неоязычники в русском националистическом движении СССР 1960-х — 1970-х гг. // Форум новейшей восточноевропейской истории и культуры — Русское издание. — 2013. — № 2. — С. 214—232.
- Мороз Андрей. За что Гитлер не любил евреев: фольклорные версии истоков Холокоста // Judaic-Slavic Journal. — 2021. — № S2 (6). — С. 155—172.
- Расизм — статья из Электронной еврейской энциклопедии
- Тагиефф П.-А. Протоколы сионских мудрецов. Фальшивка и её использование / пер. Г. А. Абрамова. — Мосты культуры / Гешарим, 2011. — 584 с. — ISBN 978-5-93273-331-4.

### На английском
- 10 Tough Questions on Antisemitism Explained (англ.). American Jewish Committee (15 февраля 2024).
- Bland Benjamin. Holocaust inversion, anti-Zionism and British neo-fascism: the Israel–Palestine conflict and the extreme right in post-war Britain (англ.) // Patterns of Prejudice[англ.]. — 2019. — January (vol. 53, no. 1). — P. 86—97. — ISSN 0031-322X. — doi:10.1080/0031322X.2018.1536347.
- Manfred Gerstenfeld. Holocaust Inversion (англ.) // The Wall Street Journal. — 2008. — 28 January. — ISSN 0099-9660. Архивировано 26 октября 2023 года.
- Lesley Klaff. Holocaust Inversion (англ.) // Israel Studies. — Indiana University Press, 2019. — Vol. 24, no. 2. — P. 73—79. — ISSN 1084-9513. — doi:10.2979/israelstudies.24.2.07.